# Stazione di Camurana
La stazione di Camurana è stata una stazione ferroviaria della ferrovia Modena-Mirandola.
La stazione era gestita dalla Società Emiliana di Ferrovie Tranvie ed Automobili (SEFTA) e serviva l'abitato di Camurana, frazione di Medolla, in provincia di Modena.

## Storia
La stazione venne inaugurata il 5 marzo 1885 e rimase attiva fino alla soppressione della linea ferroviaria, avvenuta il 6 settembre 1964.